# Bob Wills
Pour les articles homonymes, voir Wills.
James Robert Wills (6 mars 1905 - 13 mai 1975), alias Bob Wills, est un musicien américain de Western Swing, un auteur-compositeur, et un chef d'orchestre de variétés, considéré comme étant le cofondateur du style Western Swing,,, et connu comme étant le King of Western Swing.
Bob Wills et ses Texas Playboys étaient un groupe animant les bals. Ils ont réinventé les codes de la musique populaire, en étendant et en effaçant les frontières entre plusieurs genres. Une section d'instruments à cordes était utilisée pour des chansons de variétés jouées à la manière du jazz. Durant les années 1940, le groupe fut l'un des plus appréciés aux États-Unis. Mais quand l’engouement pour le Western Swing déclina, il en fut de même pour la popularité de Bob Wills. Il continua cependant à exercer une influence considérable sur les générations suivantes d'artistes de musique country avec son esprit de renégat et son goût pour la virtuosité instrumentale.

## Biographie

### Les débuts
Il était né dans une ferme près de la ville de Kosse (Texas), dans le comté de Limestone (Texas) non loin de Groesbeck (Texas). Son père est John Tompkins Wills et sa mère est Emma Lee Foley. Son père fut un champion de fiddle dans sa région et la famille Wills était souvent sollicitée pour jouer de la musique, mais son activité principale consistait à cultiver du coton.
En plus de son travail agricole, le jeune Jim Bob appris à jouer du fiddle et de la mandoline. Avec deux sœurs et plusieurs frères, ils formèrent un orchestre pour des bals, des ranch dances, organisés chez eux ou dans la région du comté de Hall (Texas) où ils vivaient.
Wills ne fit pas qu'apprendre la musique folklorique de sa famille, il apprit aussi des chansons de ses compagnons de travail Afro-Américains dans les champs de coton de Lakeview (Texas). Il déclara ne pas avoir souvent joué avec des blancs, mis à part avec ses frères et sœurs, dans ses jeunes années. Son père se réjouissait de le voir danser avec ses voisins noirs. Bob Wills racontera à Charles Townsend, un de ses biographes : "I don't know whether they made them up as they moved down the cotton rows or not, but they sang blues you never heard before. (En français : Je ne sais pas s'ils ont inventé cela en allant d'une rangée de coton à l'autre, mais ils chantaient du blues qui n'avait jamais été entendu avant.)"

### New Mexico et le Texas
La famille déménagea dans le Comté de Hall (Texas) en 1913, et ensuite, en 1919, ils achetèrent une ferme entre les villes de Lakeview (Texas) et de Turkey (Texas). À 16 ans, Bob Wills quitta sa famille en grimpant sur un train de marchandises. "Jim Rob", tel qu'il se faisait appeler, voyagea de ville en ville pendant plusieurs années, s'efforçant de gagner son pain dans des situations parfois périlleuses comme lorsqu'il faillit tomber d'un train, ou qu'il fut pourchassé par la police ferroviaire,. Âgé d'une vingtaine d'années, il suivit des cours de coiffure, se maria, et s'établit à Roy (New Mexico) avant de retourner à Turkey pour travailler dans le Hamm's Barber Shop. Pour gagner sa vie, il lui fallait faire de la coiffure en plus de la musique, même lorsqu'il déménagea à Fort Worth (Texas) en 1929. Là il joua dans un minstrel show et dans des medicine shows. Il joua la comédie en ayant le visage maquillé en noir, ce qui était commun à l'époque. Comme le dit une phrase célèbre "He was playing his violin and singing (en français : il jouait de son violon et il chantait)". Il était accompagné de deux guitaristes et d'un banjoïste. Mais comme il y avait déjà un "Jim" dans le show, le manager se mit à l'appeler "Bob". Néanmoins, ce fut sous le nom de "Jim Rob Wills" qu'il fit avec Herman Arnspiger, son premier enregistrement en novembre 1929 pour Brunswick/Vocalion.
Wills se fit connaître par ses interventions qui mettaient de l'ambiance, soit par des onomatopées, soit par des bons mots. Il se souvenait des cris de cow-boy que poussaient son père et son grand-père, quand ils étaient entrainés par la musique. Cela lui permettait d'extérioriser ses sensations.
À Fort Worth, Wills ajouta le "rowdy city blues" de Bessie Smith et d'Emmett Miller à son répertoire hérité de son père qui contenait principalement des valses et des breakdowns. Il modela sa manière de chanter sur celle de Miller et d'autres artistes tels que Al Bernard. Wills reconnut qu'il était un grand admirateur de Miller. Et sa version de 1935 de "St. Louis Blues" est quasiment une reprise mot à mot de la version de Al Bernard enregistrée en 1928.
Rosetta, sa fille, écrira que son père avait vraiment beaucoup de respect pour les chanteurs noirs et par exemple, pour entendre Bessie Smith, "he once rode 50 miles on horseback just to see her perform live (en français : il fit, une fois, 50 miles à cheval, seulement pour la voir sur scène)" Wills a dit lui-même "Bessie Smith…She was about the greatest thing I had ever heard (en français : elle est l'une des plus grandes merveilles que j'aie jamais entendues)".
À Fort Worth, Wills rencontra Herman Arnspinger et ils formèrent "The Wills Fiddle Band". En 1930, Milton Brown se joignit au groupe en tant que chanteur principal. Il apporta ses nouvelles idées au groupe qui s'était rebaptisé "the Light Crust Doughboys" pour obtenir le soutien financier d'une société agro-alimentaire. Milton Brown quitta le groupe en 1932 pour former "the Musical Brownies", qui fut le premier véritable groupe de Western swing, grâce à l'addition de fiddles jumeaux, d'un banjo ténor et d'une contrebasse de jazz, jouant ce swing dans les studios des radios locales et dans les salles de danse.
Wills resta avec les Doughboys et il remplaça Brown par le jeune chanteur Tommy Duncan en 1932. Il entra en conflit avec le futur gouverneur du Texas W. Lee "Pappy" O'Daniel, directeur commercial de la compagnie Burrus Mill and Elevator Company, dont Light Crust Doughboy était une filiale. O'Daniel détestait la musique "hillbilly" bien qu'il la sponsorisait pour plaire aux clients. Wills et Duncan finirent par se faire évincer des Doughboys en 1933, après que Bob eut manqué un show de trop à la suite de problèmes d'alcoolémie.
Wills évoque les débuts du Western swing dans une interview de 1949. Parlant de Milton Brown et de lui-même travaillant sur des chansons écrites par Jimmie Davis, the Skillet Lickers, Jimmie Rodgers, et d'autres qu'il apprit de son père, il déclara "We'd pull these tunes down and set 'em in a dance category. It wouldn't be a runaway, and just lay a real nice beat behind it and the people would get to really like it. It was nobody intended to start anything in the world. We was just tryin' to find enough tunes to keep 'em dancin' to not have to repeat so much. (En français : Nous reprenions ces morceaux et les adaptions à la catégorie dansante. Si ce n'était pas assez entrainant, nous ajoutions juste un bon rythme derrière et les gens l'appréciaient alors vraiment. Ce n'était pas du tout le but de personne d'inventer une nouvelle chose. Nous essayions juste de trouver assez de morceaux pour continuer à les faire danser, sans se répéter.)"
Wills déclara aussi que vous pouvez changer le nom d'une vieille chanson, la réarranger et la faire swinguer. One Star Rag, Rat Cheese under the Hill, Take Me Back to Tulsa (en), Basin Street Blues, Steel Guitar Rag (en), et Trouble in Mind en sont des exemples.

### The Texas Playboys
Après la formation d'un nouveau groupe appelé "The Playboys", à Waco (Texas), Wills acquis une popularité qui lui permit de tenter sa chance à Oklahoma City en 1934, pour la radio WKY. Mais O'Daniel menaça la station. Finalement, Bob Wills s'installa à Tulsa (Oklahoma) quand il reçut l'accord de William B. Way, le directeur de la radio KVOO, qui avait déjà venir Gene Autry en 1929. "Bob Will and his Texas Playboys" donnaient des shows sur la scène de la "Cain's Academy of dancing" qui étaient diffusés par les 25 000 watts de la radio KVOO. Au début, O'Daniel tenta encore de faire annuler le show, mais Way résista aux pressions. Leur émission de minuit du lundi au vendredi eu rapidement du succès et devint une véritable institution dans la région. Ils jouaient aussi dans les dancings, notamment le et le samedi.
Wills voulait ajouter des cuivres et il saisit l'occasion qui se présenta lorsqu'il apprit que son annonceur, Everet Stover, possédait une trompette. En fait, c'était déjà un très bon musicien qui avait été membre du "New Orleans symphony" et avait dirigé le groupe du gouverneur à Austin. Wills ajouta le jeune saxophoniste Zeb McNally et Art Haines au trombone. Wills prit aussi un batteur, le jeune "modern style musician" Smokey Ducas.
En mars 1935, il engagea le magicien du dobro, Leon McAuliffe, qui fut aussi un deuxième chanteur. Wills lui-même chantait souvent les blues et les ballades romantiques.
La mort tragique de Milton Brown, en 1936, retira à Bob Wills son seul concurrent sérieux.
En 1937, Bob Wills était devenu suffisamment riche pour s'acheter un bus à 10 000 dollars pour son groupe.
Dans les enregistrements de 1938, on note la présence d'une guitare solo et d'une guitare électrique en plus de la guitare acoustique et du dobro. La chanson "Ida Red" inspirera plus tard Chuck Berry pour "Maybellene",. C'est vers cette époque que Wills s'acheta un violon du célèbre luthier du XVIIIe siècle, Giovanni Battista Guadagnini pour un montant équivalent à 24 000 dollars en 2009,.
En 1940, le morceau "New San Antonio Rose" se vendit à un million d'exemplaires. C'était à l'origine un air de fiddle, déjà enregistré par Bob Wills en 1938, qui avait été adapté pour un orchestre et auquel des paroles avaient été ajoutées. En fait, les Texas Playboys étaient devenus deux groupes distincts virtuellement, l'un qui avait un style country avec le trio fiddle-guitare-dobro, et l'autre qui était carrément un grand orchestre de jazz avec sa section de cuivres bien fournie.
Après 1944, Bob Wills diminua les frais en se recentra sur sa base de violons et de guitares sèches.

### Cinéma
En 1940, Wills et son groupe furent les vedettes principales, avec Tex Ritter, du film Take Me Back to Oklahoma. D'autres films suivirent. Vers la fin de l'année 1942, plusieurs membres du groupe avaient déjà dû rejoindre les rangs de l'armée en pleine Seconde Guerre mondiale. Bob Wills s'y engagea aussi, mais il obtint une dispense médicale en 1943,,.
Wills joua dans les films The Lone Prairie (en) (1942), Riders of the Northwest Mounted (en) (1943), Saddles and Sagebrush (en) (1943), The Vigilantes Ride (en) (1943), The Last Horseman (en) (1944), Rhythm Round-Up (1945), Blazing the Western Trail (en) (1945), et Lawless Empire (en) (1945). Il aurait participé en tout à 19 films.

### Californie
À sa sortie de l'armée en 1943,  Wills déménagea à Hollywood et connu un grand succès à Los Angeles où beaucoup d'habitants du Texas et d'Oklahoma avaient émigré à la suite de la grande dépression de 1929 et de la deuxième guerre mondiale. Du lundi au vendredi, le groupe jouait pour la radio KMTR-AM de L.A. Il montait aussi sur scène, tous les vendredis, samedis, et dimanches soir à la Mission Beach Ballroom de San Diego.
Il se remit à gagner beaucoup d'argent, pouvant embaucher jusqu'à 23 musiciens pendant une courte période en 1944 et vers le milieu de l’année, il fit des tournées dans le nord de la Californie et le nord-ouest de la côte pacifique, avec 21 titres. Le magazine de référence, Billboard, rapporta que Wills avait dépassé Harry James, Benny Goodman, les deux Dorsies, etc., au Civic Auditorium à Oakland (Californie) en janvier 1944.
Il fit son premier tour à travers tous les États-Unis, apparaissant notamment au Grand Ole Opry où il défia les règles conservatrices en n'hésitant pas à faire jouer des rythmes de toutes sortes.
En 1945,  les danses de Wills étaient plus populaires que celles de Tommy Dorsey et de Benny Goodman. Il déménagea à Fresno (Californie). En 1947, il ouvrit le "Wills Point nightclub" à Sacramento (Californie) ce qui ne l'empêcha pas de continuer ses tournées dans l'ouest des États-Unis, de l'état du Texas à celui de Washington. Il joua pour la puissante radio KFBRK de Sacramento qui pouvait être entendu sur une grande étendue de la côte ouest. Wills obtenait sans difficulté des invitations pour jouer où il voulait et le jour où ça l'arrangeait le mieux. Par exemple, le manager du populaire auditorium de LA Basin town de Wilmington (Californie) se rappelle : "Although Monday night dancing is frankly an experiment it was the only night of the week on which this outstanding band could be secured. (En français : Bien que l'ouverture du dancing la nuit du lundi fut une expérience vraiment spéciale, c'était le seul jour de la semaine restant pour lequel il était possible de faire venir ce groupe exceptionnel.)"
C'est pendant cette période d'après-guerre, que la radio KGO de San Francisco finança une session d'enregistrements pour Bob Wills and His Texas Playboys au Fairmont Hotel. Ils ont été préservés sous le nom de "Tiffany Transcriptions", et ont été réédités en CD. Une grande chance fut de n'être pas contraint par la limite des trois minutes des 78 tours. Ils montrent la superbe prestation des violonistes Joe Holley et Louis Tierney, des dobroïstes Noel Boggs et Herb Remington, des guitaristes Eldon Shamblin et Junior Barnard, ainsi que de Tiny Moore à la mandoline électrique et au fiddle. La version de la chanson "Fadded Love" y est jouée dans un style beaucoup plus enjoué que dans les versions postérieurs des années 1950, où elle prendra un ton beaucoup plus mélancolique quand des paroles sur l'amour déçu seront ajoutées.
Il est estimé que l'audience de Wills and the Texas Playboys s'élevait alors à plus de 10 000 personnes par semaine. Ils battirent des records d'affluence au Jantzen Beach de Portland (Oregon), à Santa Monica (Californie) et à l'auditorium d'Oakland (Californie), où ils attirèrent 19 000 personnes en deux nuits Wills also broke an attendance record of 2,100 previously held by Jan Garbner at the Armory in Klamath Falls, Oregon, by attracting 2,514 dancers. L'acteur Clint Eastwood se souvient avoir vu Wills quand, en 1948 ou 1949, il n'était encore qu'un jeune ouvrier dans un moulin de Springfield (Oregon). Les shows au Bostonia Ballroom de San Diego se poursuivirent pendant les années 1950.
À cause de ses problèmes de boisson, Wills devint de moins en moins fiable vers la fin des années 1940, se battant même avec son chanteur Tommy Duncan. Wills le licencia donc à l'automne de 1948.

### Le lent déclin
Après ses excès en Californie, Wills décida de revenir à Oklahoma City en 1949, et de reprendre les tournées lucratives, sans délaisser Wills Point. Il ouvrit un deuxième club, le "Bob Wills Ranch House" à Dallas, confiant l'établissement à des managers qui, malheureusement, n'étaient ni très compétents, ni très honnêtes. Wills, pour payer d'importants impôts qu'il n'avait pas prévus, dut s'endetter et finalement vendre des biens, dont les droits de son succès "New San Antonio Rose". Il se retrouva ruiné.
En 1950, Wills eut deux titres dans le Top Ten avec "Ida Red Likes the Boogie" et "Faded Love". Les radios se mirent à adopter le nouveau style de Nashville, qui ne convenait pas bien à Wills bien que ce fût aussi de la musique "country and western". Il ne réussit pas non plus dans le nouveau style de musique de variétés populaires. Il continua les tournées et les enregistrements jusqu'au début des années 1960, malgré le déclin de popularité du Western swing, même dans les États du sud-ouest.
Lors de son retour à Tulsa en 1957, le journaliste Jim Downing de la Tulsa Tribune écrivit un article intitulé "Wills Brothers Together Again — Bob Back with Heavy Beat", dans lequel il cite Bob Wills disant : "Rock and Roll? Why, man, that's the same kind of music we've been playin' since 1928!… it's just basic rhythm and has gone by a lot of different names in my time. It's the same, whether you just follow a drum beat like in Africa or surround it with a lot of instruments. The rhythm's what's important". (En français : Le rock and roll ? Quoi, n'est-ce pas le même genre de musique que nous avons joué depuis 1928 !… c'est juste le rythme de base qui a été joué sous diverses dénominations à mon époque. C'est pareil, que vous suiviez juste le tempo africain d'un tambour ou que vous l'entouriez de beaucoup d'instruments. Le rythme c'est ça qui compte."
Même son retour en 1958 à la radio KVOO, où son jeune frère, Johnnie Lee Wills, avait maintenu la présence familiale, n'apporta pas le succès escompté. Il vint deux fois dans l'émission Jubilee USA de ABC-TV. Il dissout les Texas Playboys en 1965, après avoir eu deux attaques cardiaques. Son nom commença à tomber dans l'oubli bien qu'il fît encore des apparitions à Las Vegas et des enregistrements pour Kapp Records. En 1968, il eut les honneurs du Country Music Hall of Fame. Une nouvelle attaque en 1969 lui paralysa le côté droit. Il fut obligé de prendre définitivement sa retraite, sauf pour une dernière session d'enregistrements, les 3 et 4 décembre 1973. Bob Wills et les Texas Playboys étaient content de se retrouver et ils réalisèrent un disque, intitulé "For the last time", qui est d'une qualité absolument remarquable, bien que le corps du vieux chef trop usé par les dures années d'enfance dans les champs de coton, et ensuite les abus de la boisson, ne lui permit pas de participer à la deuxième journée.
Le 26 mai 1975, la mort de Bob Wills fut annoncée par le Time magazine : "Died. Bob Wills, 70, "Western Swing" bandleader-composer; of pneumonia; in Fort Worth. Wills turned out dance tunes that are now called country rock, introducing with his Texas Playboys such C & W classics as Take Me Back to Tulsa and New San Antonio Rose. (En français : Mort. Bob Wills, 70 ans, chef d'un groupe de "Western Swing" et auteur-compositeur ; de pneumonie ; à Fort Worth. Wills composa des airs de danse que l'on appelle maintenant country rock, réalisant avec ses Texas Playboys des classiques de country et western tels que Take Me Back to Tulsa et New San Antonio Rose.)".

## Discographie

### Albums
| Année | Album                                             | US Country | Label          |
| ----- | ------------------------------------------------- | ---------- | -------------- |
| 1960  | Together Again (w/ Tommy Duncan)                  |            | Liberty        |
| 1961  | A Living Legend                                   |            | Liberty        |
| 1961  | Mr Words & Mr Music (w/ Tommy Duncan)             |            | Liberty        |
| 1963  | Bob Wills Sings and Plays                         |            | Liberty        |
| 1965  | Bob Wills Keepsake Album #1                       |            | Longhorn       |
| 1966  | From the Heart of Texas                           | 33         | Kapp           |
| 1967  | King of Western Swing                             | 43         | Kapp           |
| 1968  | Here's That Man Again                             | 24         | Kapp           |
| 1974  | For the Last Time                                 | 28         | United Artists |
| 1975  | The Best of Bob Wills Vol. II                     | 36         | MCA            |
| 1976  | Remembering…The Greatest Hits of Bob Wills        | 46         | Columbia       |
| 1976  | Bob Wills and His Texas Playboys in Concert       | 44         | Capitol        |
| 1977  | 24 Great Hits by Bob Wills and His Texas Playboys | 39         | MGM            |

### Singles
| Année | Single                                  | US Country | Label          |
| ----- | --------------------------------------- | ---------- | -------------- |
| 1935  | "Osage Stomp (Rukus Juice Shuffle)"     |            | Vocalion 03096 |
| 1935  | "Good Old Oklahoma"                     |            | Vocalion 3086  |
| 1935  | "Spanish Two Step"                      |            | Vocalion 03230 |
| 1935  | "Maiden's Prayer"                       |            | Vocalion 03924 |
| 1935  | "I'm Sitting on Top of the World"       |            | Vocalion 3139  |
| 1936  | "Steel Guitar Rag"                      |            | Vocalion 03394 |
| 1936  | "Right or Wrong"                        |            | Vocalion 03451 |
| 1937  | "Playboy Stomp"                         |            | Vocalion 03763 |
| 1937  | "I'm a Ding Dong Daddy from Dumas"      |            | Vocalion 03659 |
| 1938  | "Ida Red"                               |            | Vocalion 05079 |
| 1938  | "San Antonio Rose"                      |            | Vocalion 04755 |
| 1938  | "Beaumont Rag"                          |            | Vocalion 04999 |
| 1940  | "Corrine, Corrina"                      |            | OKeh 06530     |
| 1940  | "New San Antonio Rose"                  |            | OKeh 6894      |
| 1940  | "Time Changes Everything"               |            | OKeh 05753     |
| 1941  | "Maiden's Prayer"                       |            | OKeh 06205     |
| 1941  | "Take Me Back to Tulsa"                 |            | OKeh 06101     |
| 1941  | "My Life's Been a Pleasure"             |            | OKeh 06676     |
| 1941  | "Cherokee Maiden"                       |            | OKeh 06568     |
| 1941  | "Dusty Skies"                           |            | OKeh 06598     |
| 1942  | "If You're from Texas"                  |            | OKeh 6722      |
| 1942  | "Let's Ride with Bob"                   |            | OKeh 6692      |
| 1944  | "New San Antonio Rose"                  | 3          | OKeh 5694      |
| 1944  | "We Might as Well Forget It"            | 2          | OKeh 6722      |
| 1944  | "You're from Texas"                     | 2          | OKeh 6722      |
| 1945  | "Smoke on the Water"                    | 1          | OKeh 6736      |
| 1945  | "Hang Your Head in Shame"               | 3          | OKeh 6736      |
| 1945  | "Stars and Stripes on Iwo Jima"         | 1          | OKeh 6742      |
| 1945  | "You Don't Care What Happens to Me"     | 5          | OKeh 6742      |
| 1945  | "Texas Playboy Rag"                     | 2          | Columbia 36841 |
| 1945  | "Silver Dew on the Blue Grass Tonight"  | 1          | Columbia 36841 |
| 1946  | "White Cross on Okinawa"                | 1          | Columbia 36881 |
| 1946  | "New Spanish Two Step"                  | 1          | Columbia 16966 |
| 1946  | "Roly Poly"                             | 3          | Columbia 16966 |
| 1946  | "Stay a Little Longer"                  | 2          | Columbia 37097 |
| 1946  | "I Can't Go on This Way"                | 4          | Columbia 37097 |
| 1947  | "I'm Gonna Be Boss from Now On"         | 5          | Columbia 37205 |
| 1947  | "Sugar Moon"                            | 1          | Columbia 37313 |
| 1947  | "Bob Wills Boogie"                      | 4          | Columbia 37357 |
| 1948  | "Bubbles in My Beer"                    | 4          | MGM 10116      |
| 1948  | "Keeper of My Heart"                    | 8          | MGM 10175      |
| 1948  | "Texarkana Baby"                        | 15         | Columbia 38179 |
| 1948  | "Thorn in My Heart"                     | 10         | MGM 10236      |
| 1950  | "Ida Red Likes the Boogie"              | 10         | MGM K10570     |
| 1950  | "Faded Love"                            | 8          | MGM K10786     |
| 1960  | "Heart to Heart Talk" (w/ Tommy Duncan) | 5          | Liberty 55260  |
| 1961  | "The Image of Me" (w/ Tommy Duncan)     | 26         | Liberty 55264  |
| 1976  | "Ida Red" (re-release)                  | 99         | Vocalion 05079 |